# Camila Nebbia

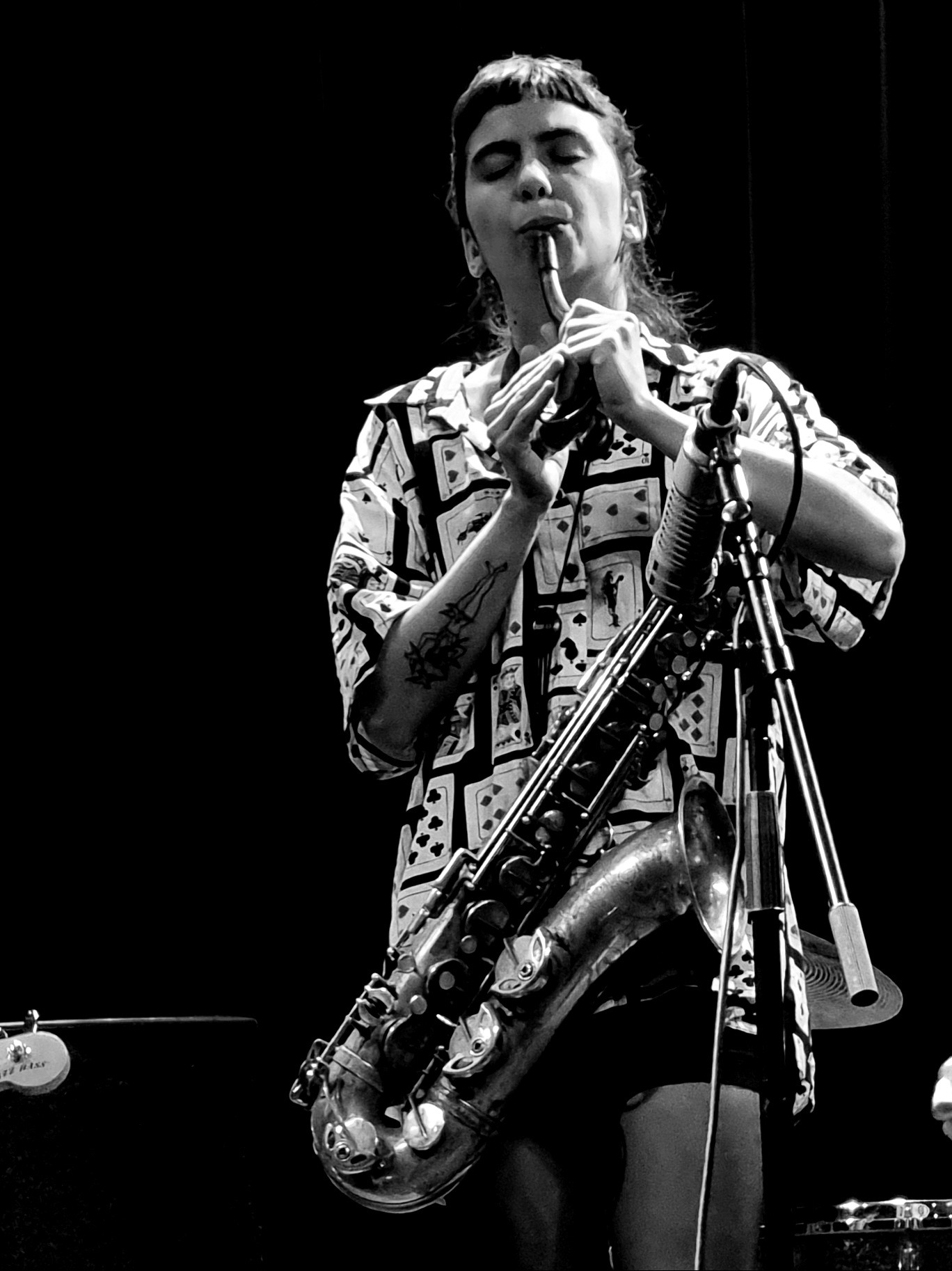
Camila Nebbia (2024)

Camila Nebbia (* 1987 in Buenos Aires) ist eine argentinische Jazz- und Improvisationsmusikerin (Tenorsaxophon, Komposition) und bildende Künstlerin. Sie lebt seit 2022 in Berlin.

## Leben und Wirken
Nebbia erhielt bereits im Alter von neun Jahren ihr erstes Saxophon, nachdem sie eine Aufführung im Fernsehen gesehen hatte. Sie studierte klassisches Saxophon am Konservatorium „Astor Piazzolla“, Jazz am Konservatorium „Manuel de Falla“ und Filmregie an der Universidad del Cine in Buenos Aires. Im Jahr 2020 zog sie von Buenos Aires nach Europa.
Dann absolvierte Nebbia den Masterstudiengang „CoPeCo Contemporary Performance and Composition“ an der Estnischen Akademie für Musik und Theater in Tallinn; sie studierte ferner an der Königlichen Hochschule für Musik in Stockholm, wo sie sich auch mit elektronischer Musik auseinandersetzte. Sie setzte ihr Studium am Conservatoire National in Lyon und der Hochschule für Musik und Theater Hamburg fort.
Nebbia leitete eigene Gruppen, mit ihrem Sexteto und ihrem Quartet legte sie 2017 und 2019 noch in Argentinien selbstproduzierte Alben vor, gefolgt von dem Album Aura mit ihrem Nonett. Weiterhin arbeitete sie mit Michael Formanek, Angelica Sanchez, Randy Peterson, Andrea Parkins, Tom Rainey, Patrick Shiroishi, Vinnie Sperrazza, Katt Hernandez, Kenneth Jimenez, Lesley Mok, Violeta García, Axel Filip, Susana Santos Silva, Elsa Bergman, Paul Pignon, Mariá Portugal und dem ARFI-Kollektiv und ist auf Alben von Burka, El Devenir del Río, Nebbia-Keren-Jacobs Trio und VGDBCNLG zu hören.
Nebbia wurde stark von Aufnahmen des argentinischen Jazzsaxofonisten Gato Barbieri und dem Album Crisis von Ornette Coleman beeinflusst, die ihre musikalische Ausrichtung prägten. Sie verfolgt das Konzept, ihre Musik (und ebenso auch ihre Kunst) zu schichten; dafür legt sie archivierte Erinnerungen übereinander bzw. zerstört sie. Ihre Arbeit ist geprägt von den Krisenerfahrungen, die sie in Argentinien machte; dazu erforscht sie verschiedene Konzepte von Identität, Migration und Erinnerung und betont die Bedeutung des Bauens von Brücken, um so gegenseitige Unterstützung zu ermöglichen.
Als eine „der interessantesten aufstrebenden Freejazz-Saxofonistinnen der aktuellen internationalen Musiklandschaft“ wurde Nebbia 2023 zum Jazzfest Berlin eingeladen, wo sie als Teil des internationalen Quintetts Melting Pot (mit Mona Matbou Riahi, Tuva Halse, Louise van den Heuvel und Hubert Zemler) auftrat. 2024 präsentierte sie das Berliner Jazzfest im Trio mit Kit Downes und Andrew Lisle. Im Kritikerpoll des argentinischen Musikmagazins „El Intruso“ wurde sie für 2023 als „Newcomer des Jahres“ benannt.

## Diskographische Hinweise
- Aura (Ears & Eyes Records 2020, mit Valentín Garvie, Ingrid Feniger, Daniel Ivan Bruno, Damian Bolotín, Violeta García, Mariano Sarra, Juan Bayon, Axel Filip, Omar Menendez sowie Juan Klas)
- Una Ofrenda a la Ausencia  (Relative Pitch 2023, solo)[6]
- La permanencia de los ecos (577 Records 2023, mit Maya Keren, Joanna Mattrey, Cecilia Lopez, Lesley Mok)
- Camila Nebbia, Leo Genovese, Alfred Vogel: Eyes to the Sun (Boomslang Records 2024)
- Camila Nebbia, Dietrich Eichmann, John Hughes, Jeff Arnal: Chrononaux (Generate, 2024)